# Жодзе
Жодзе (пол. Żodzie) — село в Польщі, у гміні Моньки Монецького повіту Підляського воєводства.
Населення — 170 осіб (2011).
У 1975-1998 роках село належало до Білостоцького воєводства.

## Демографія
Демографічна структура станом на 31 березня 2011 року:
|          | Загалом | Допрацездатний вік | Працездатний вік | Постпрацездатний вік |
| -------- | ------- | ------------------ | ---------------- | -------------------- |
| Чоловіки | 88      | 17                 | 60               | 11                   |
| Жінки    | 82      | 13                 | 50               | 19                   |
| Разом    | 170     | 30                 | 110              | 30                   |